# Glicemia pós-prandial

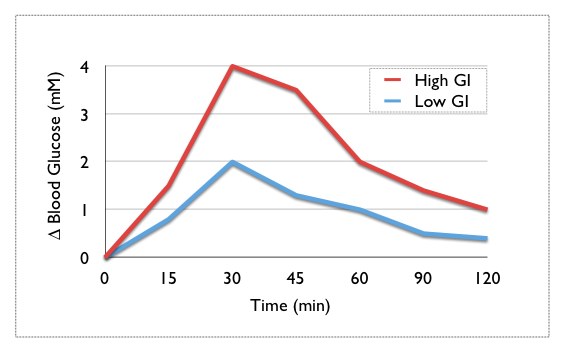
Variação da glicemia pós-prandial em refeição com rica em carboidratos simples (em vermelho) e em carboidratos complexos (em azul).

Glicemia pós-prandial (do greco antigo: γλυκός açúcar; αἷμα sangue; e do latim post, após; prandium almoço) é o aumento do nível de glicose na corrente sanguínea cerca de 10 minutos após uma refeição. Em resposta à absorção de carboidratos, o organismo libera insulina para permitir a entrada da glicose pelas células, como sua principal fonte de energia.

## Níveis normais
As concentrações de glicemia em jejum (8 a 10h) variam geralmente entre 70 e 110 mg/dl (5 a 6mmol/L). Após um refeição rica em carboidratos (ex.: pão, arroz, batata, milho, mandioca...) a glicemia sobe até chegar a um máximo, em uma pessoa saudável, de 140mg/dl. Depois segue diminuindo por 2 a 3h até voltar aos valores de prévios. A absorção de carboidratos continua por mais de 5 a 6h.

## Patogênese da diabetes mellitus
A elevada glicemia após as refeições (causada pela resistência à insulina) ao longo do tempo, com a hiperinsulinemia compensatória e a diminuição da função das células β, são fundamentais para o processo patogénico. 

### Hiperglicemia pós-prandial
Diabéticos tipo I não produzem insulina e os do tipo II não respondem à insulina. Em ambos os casos, a glicose no sangue permanece elevada por muitas horas (hiperglicemia). Níveis altos de glicose no sangue (mais de 200mg/dl ou 11mmol/L) com o tempo danificam os pequenos vasos sanguíneos dos olhos, rins, coração e dos nervos. Os níveis se somam aos das alimentações seguintes, mas os sintomas só aparecem com níveis acima de 250–300 mg/dl (15–20 mmol/L).
Os primeiros sintomas de hiperglicemia são a tríada: muita sede (polidipsia), muita fome (polifagia) e urinar muito (poliúria). Conforme a glicemia aumenta, pode causar: visão embaçada, fadiga, arritmia cardíaca, boca seca, cicatrização lenta, impotência e formigamento. A capacidade cognitiva também é reduzida e o emocional é sensibilizado com tristeza e ansiedade. Em casos graves causa convulsões, estupor, insuficiência cardíaca, coma e pode ser fatal.

### Hipoglicemia pós-prandial
Em diabéticos insulinodependentes, se após a injeção da dose de insulina não for consumida uma refeição substancial, adequada à dose da insulina, os níveis de glicose podem cair abaixo do normal (menos de 3 mmol/L ou 50 mg/dL). Possíveis sinais ou sintomas de hipoglicemia abaixo de 3mmol/L incluem: 
- Tremores, ansiedade e irritabilidade;
- Palpitações e taquicardia;
- Sudorese e sensação de calor;
- Palidez e pele fria;
- Fome e mal-estar estomacal;
- Náusea e vômito;
- Dor de cabeça.

A hipoglicemia pós-prandial é comum após exercícios mais intensos ou prolongados que o usual ou após ingestão excessiva de álcool. Ingerir mais alimentos pode corrigir esse desequilíbrio.